# Coppa della Confederazione CAF 2010
La Coppa della Confederazione CAF 2010 è la 7ª edizione della competizione.
La squadra campione in carica è lo Stade Malien, vincitore dell'edizione 2009.

## Turno preliminare
L'andata del turno preliminare è stata disputata dal 12 al 14 febbraio 2010, il ritorno dal 26 al 28 febbraio 2010.
| Squadra 1                    | Totale         | Squadra 2                  | Andata | Ritorno |
| ---------------------------- | -------------- | -------------------------- | ------ | ------- |
| CAPS United                  | 1–1 (8–7 dcr)  | Mbabane Highlanders        | 1–0    | 0–1     |
| Pamplemousses                | 1–5            | Moroka Swallows            | 1–2    | 0–3     |
| Atlético Olympic             | 1–2            | Warri Wolves Football Club | 1–1    | 0–1     |
| Tersanah                     | 2–3            | CR Belouizdad              | 1–1    | 1–2     |
| ATRACO FC                    | 2–2 (9–10 dcr) | Amal                       | 2–0    | 0–2     |
| Costa do Sol                 | 5–1            | UF Santos                  | 2–0    | 3–1     |
| AS Coton Chad                | 0–2            | Ahly Tripoli               | 0–0    | 0–2     |
| Miembeni                     | 2–4            | Petrojet                   | 2–2    | 0–2     |
| Villa SC                     | Rit.           | Khartoum                   | 2      |         |
| Séwé Sport                   | 3–1            | USFA                       | 2–1    | 1–0     |
| Benfica                      | 2–3            | Baraka                     | 0–0    | 2–3     |
| Diaraf                       | 2–3            | FUS Rabat                  | 2–1    | 0–2     |
| Squadra São Tomé e Príncipe1 | Rit            | Académica Petróleo         |        |         |
| Panthère de Ndé              | Rit            | Squadra Benin1             |        |         |
| Central Parade               | 0–4            | CO Bamako                  | 0–0    | 0–4     |
| Dragón                       | 2–7            | AC Léopard                 | 2–3    | 0–4     |
| AFC Leopards                 | 3–4            | Banks                      | 3–1    | 0–3     |
| Lengthens                    | 2–1            | AS Adema                   | 2–1    | 0–0     |
| DC Motema Pembe              | 4–1            | Anges de Fatima            | 3–0    | 1–1     |
| ASFAN                        | 3–2            | Issia Wazi Football Club   | 2–0    | 1–2     |

Ritiri: Primeiro de Agosto (Angola), Cotonsport (Camerun), Haras El-Hodood (Egitto), FC 105 (Gabon), FAR Rabat (Marocco), Stade Malien (Mali), Enyimba (Nigeria), AS Vita Club (Repubblica Democratica del Congo), Simba (Tanzania), Étoile Sahel (Tunisia), CS Sfaxien (Tunisia), ZESCO United (Zambia)
1 Al momento dei sorteggi è stato riservato un posto per la rappresentante di un Paese, ma il Paese eventualmente avrebbe potuto non mandare alcuna squadra.

2 SC Villa si ritira.

## Primo turno
L'andata del primo turno è stata disputata dal 19 al 21 marzo, il ritorno dal 2 al 4 aprile.
| Squadra 1                  | Totale        | Squadra 2          | Andata | Ritorno |
| -------------------------- | ------------- | ------------------ | ------ | ------- |
| CAPS United                | 2–1           | Moroka Swallows    | 1–1    | 1–0     |
| Warri Wolves Football Club | 3–2           | ZESCO United       | 3–0    | 0–2     |
| CR Belouizdad              | 2–1           | FAR Rabat          | 1–0    | 1–1     |
| Amal                       | 6–5           | Costa do Sol       | 4–2    | 2–3     |
| Ahly Tripoli               | 0–1           | CS Sfaxien         | 0–0    | 0–1     |
| Petrojet                   | 5–1           | Khartoum           | 3–0    | 2–1     |
| Séwé Sport                 | 2–2 (3–4 dcr) | Stade Malien       | 2–0    | 0–2     |
| Baraka                     | 0–1           | FUS Rabat          | 0–0    | 0–1     |
| Académica Petróleo         | 2–3           | Enyimba            | 2–0    | 0–3     |
| Panthère de Ndé            | 3–4           | AS Vita Club       | 1–1    | 2–3     |
| CO Bamako                  | 0–3           | Primeiro de Agosto | 0–0    | 0–3     |
| AC Léopard                 | 3–3 (gfc)     | Cotonsport         | 3–1    | 0–2     |
| Banks                      | 1–6           | Haras El-Hodood    | 1–1    | 0–5     |
| Lengthens                  | 1–5           | Simba              | 0–3    | 1–2     |
| DC Motema Pembe            | 1–0           | FC 105             | 0–0    | 1–0     |
| ASFAN                      | 2–2 (gfc)     | Étoile Sahel       | 1–0    | 1–2     |

## Secondo turno
L'andata del secondo turno è stata disputata dal 23 al 25 aprile, il ritorno dal 7 al 9.
| Squadra 1                  | Totale        | Squadra 2          | Andata | Ritorno |
| -------------------------- | ------------- | ------------------ | ------ | ------- |
| Warri Wolves Football Club | 2–3           | CAPS United        | 2–1    | 0–2     |
| Amal Atbara                | 1–2           | CR Belouizdad      | 1–0    | 0–2     |
| Petrojet                   | 1–2           | CS Sfaxien         | 1–1    | 0–1     |
| FUS Rabat                  | 2–0           | Stade Malien       | 2–0    | 0–0     |
| AS Vita Club               | 3–3 (4–5 dcr) | Enyimba            | 3–0    | 0–3     |
| Cotonsport                 | 1–2           | Primeiro de Agosto | 1–2    | 0–0     |
| Simba                      | 3–6           | Haras El-Hodood    | 2–1    | 1–5     |
| ASFAN                      | 1–0           | DC Motema Pembe    | 1–0    | 0–0     |

## Play-off
L'andata dei play-off si è disputata dal 16 al 18 luglio, il ritorno dal 30 luglio al 1º agosto. I vincitori del secondo turno della Coppa della Confederazione affrontano gli sconfitti del secondo turno della Champions League.
| Squadra 1                    | Totale    | Squadra 2          | Andata | Ritorno |
| ---------------------------- | --------- | ------------------ | ------ | ------- |
| Ittihad                      | 3–2       | Primeiro de Agosto | 2–0    | 1–2     |
| Al-Hilal                     | 8–1       | CAPS United        | 5–0    | 3–1     |
| Al-Merreikh                  | 3–4       | ASFAN              | 2–2    | 1–2     |
| Atlético Petróleos de Luanda | 1–3       | CS Sfaxien         | 0–0    | 1–3     |
| Zanaco                       | 4–2       | Enyimba            | 4–0    | 0–2     |
| Gaborone United              | 2–8       | Haras El-Hodood    | 1–0    | 1–8     |
| Supersport United            | 2–2 (gfc) | FUS Rabat          | 2–1    | 0–1     |
| Djoliba                      | 1–1 (gfc) | CR Belouizdad      | 0–0    | 1–1     |

## Fase a gironi

### Gruppo A
| Squadra  | G  | V | P | S | GF | GS | DR | P.ti |
| -------- | -- | - | - | - | -- | -- | -- | ---- |
| Al-Hilal | 13 | 6 | 4 | 1 | 1  | 10 | 6  | +4   |
| Ittihad  | 12 | 6 | 4 | 0 | 2  | 11 | 5  | +6   |
| Djoliba  | 7  | 6 | 2 | 1 | 3  | 4  | 5  | −1   |
| ASFAN    | 2  | 6 | 0 | 2 | 4  | 3  | 12 | −9   |

|          | HIL | ASF | DAC | ITT |
| -------- | --- | --- | --- | --- |
| Al-Hilal | –   | 4–2 | 2–1 | 2–0 |
| ASFAN    | 0–0 | –   | 0–0 | 1–3 |
| Djoliba  | 2–0 | 1–0 | –   | 0–1 |
| Ittihad  | 1–2 | 4–0 | 2–0 | –   |

### Gruppo B
| Squadra         | G  | V | P | S | GF | GS | DR | P.ti |
| --------------- | -- | - | - | - | -- | -- | -- | ---- |
| FUS Rabat       | 13 | 6 | 4 | 1 | 1  | 7  | 6  | +1   |
| CS Sfaxien      | 10 | 6 | 3 | 1 | 2  | 9  | 5  | +4   |
| Zanaco          | 6  | 6 | 1 | 3 | 2  | 5  | 6  | −1   |
| Haras El-Hodood | 3  | 6 | 0 | 3 | 3  | 4  | 8  | −4   |

|                 | CSS | FUS | HEH | ZAN |
| --------------- | --- | --- | --- | --- |
| CS Sfaxien      | –   | 3–0 | 3–1 | 2–1 |
| FUS Rabat       | 2–1 | –   | 1–0 | 1–0 |
| Haras El-Hodood | 0–0 | 1–2 | –   | 1–1 |
| Zanaco          | 1–0 | 1–1 | 1–1 | –   |

## Semifinali
L'andata delle semifinali si è disputata fra il 29 e il 31 ottobre, il ritorno fra il 12 e il 14 novembre.
| Squadra 1  | Totale        | Squadra 2 | Andata | Ritorno |
| ---------- | ------------- | --------- | ------ | ------- |
| CS Sfaxien | 1–1 (5–3 dcr) | Al-Hilal  | 1–0    | 0–1     |
| Al-Ittihad | 2–2 (gfc)     | FUS Rabat | 1–2    | 1–0     |

## Finale

### Andata
| Rabat 28 novembre , ore 19:30 CET | FUS Rabat | 0 – 0 | CS Sfaxien | Stade My Abdallah (35.000 spett.)\| Arbitro: \| Benouza \| |
| Arbitro:                          | Benouza   |       |            |                                                            |

### Ritorno
| Arbitro: | Damon |

|                            |           |                                   |
| Rouid 44’ Zaiem 47’ (rig.) | Marcatori | 8’ Boukhriss 75’ Rokki 89’ Zouidi |

## Campione
| Vincitore Coppa della Confederazione CAF 2010 |
| --------------------------------------------- |
| FUS Rabat (primo titolo)                      |